# Перламутровые облака

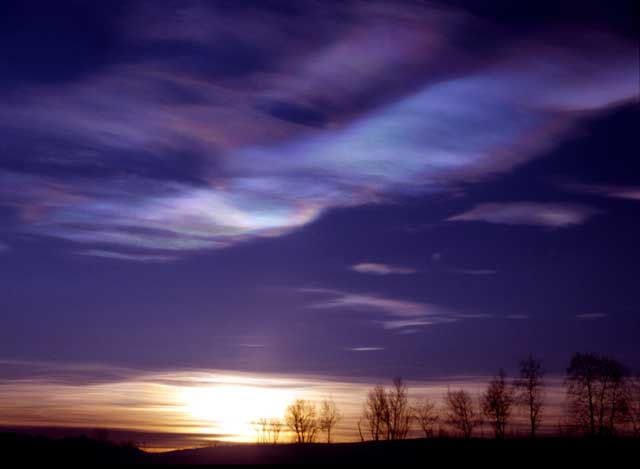
Перламутровые облака

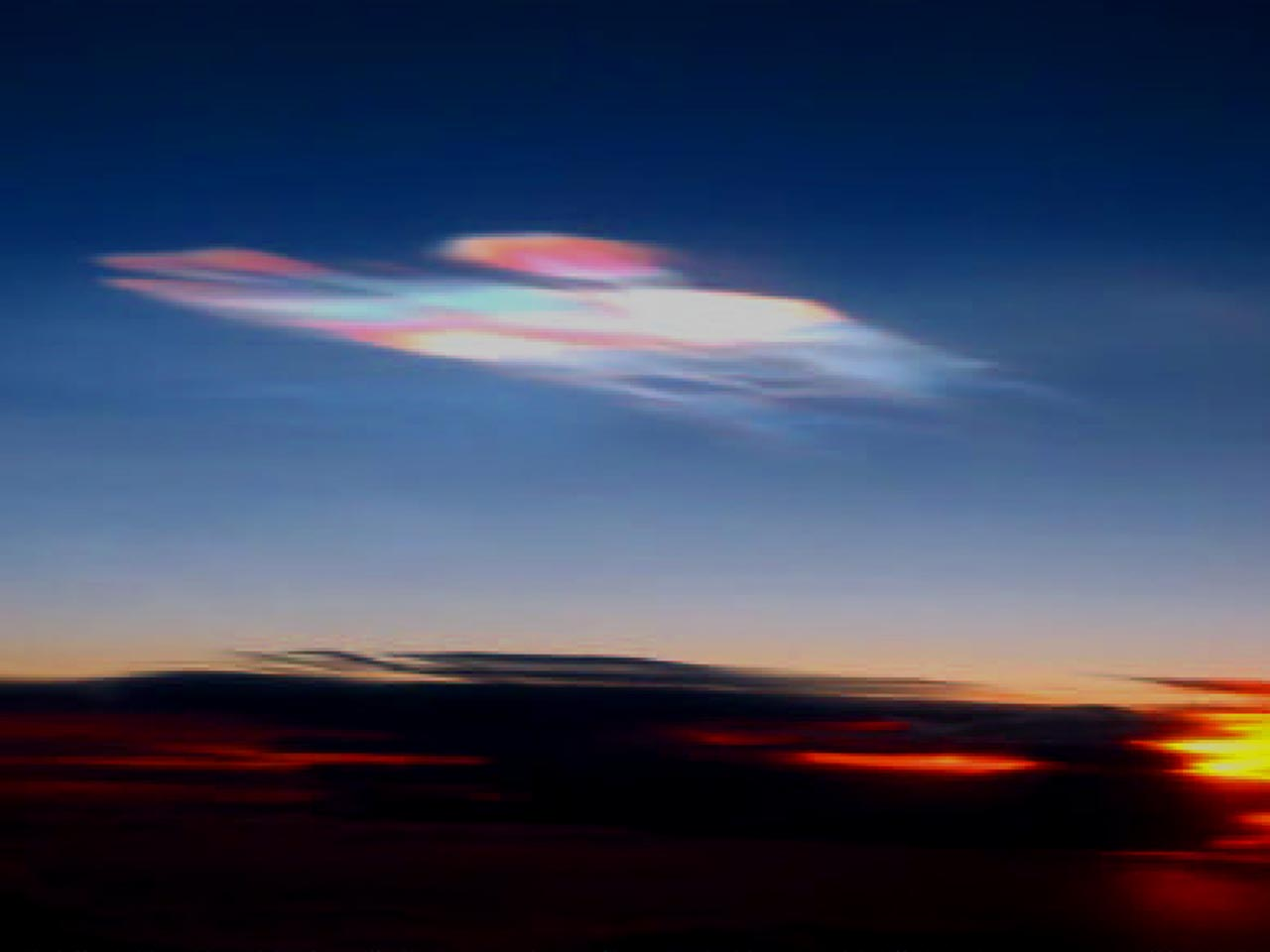
Перламутровые облака II типа (водяные)

Перламу́тровые облака́ (полярные стратосферные облака) — это конденсационные образования, которые образуются в нижней стратосфере в зимне-весенний период, преимущественно в полярных широтах при аномально низких температурах (< -78° C). Именно поэтому перламутровые облака, следуя современной терминологии, принято называть полярными стратосферными облаками (ПСО). ПСО наблюдаются на высотах от 15 до 27 км и являются достаточно редким явлением. Могут быть обнаружены в средних широтах. Лучшее время для их наблюдений — гражданские сумерки, когда Солнце на глубине 1— 6 градусов ниже горизонта. Повышенный интерес к ПСО связан с их влиянием на формирование озоновых дыр в полярных областях (особенно антарктических озоновых дыр).

## Условия и механизм образования
ПСО возникают в средней атмосфере благодаря наличию в ней ядер конденсации. В качестве последних обычно выступает субмикронный 75%-й сернокислотный аэрозоль, содержание которого сильно зависит от вулканизма, поэтому при возмущениях стратосферы вулканогенным аэрозолем появляются дополнительные условия для образования ПСО. Вторым обязательным условием является низкая температура — она должна быть менее 195 К.
Кроме того, появление ПСО может быть связано с процессом возникновения внутренних гравитационных волн, образованных орографически. Когда струйное течение в средней и верхней тропосфере встречает преграду в виде горного хребта, происходит образование волн с подветренной стороны препятствия. Частицы воздуха, натекающие на препятствие, приобретают вертикальную составляющую скорости движения. Колебания частиц приобретают волновой характер, и волна, достигнув нижней стратосферы, образует в ней области пониженной температуры, что является ключевым фактором для образования ПСО.
Можно указать наиболее благоприятные условия для развития горных волн:
- Постепенное увеличение скорости ветра с высотой.
- Направление ветра в пределах около 30° по отношению к линии горного хребта.
- Сильные ветры на малых высотах в условиях стабильной атмосферы.
- Скорость ветра не менее 20 узлов (10 м/с)

В полярных районах высота тропосферы не превышает 7—8 км. Вершина волны, таким образом, оказывается в стратосфере, что создаёт благоприятные условия для формирования стратосферных (перламутровых) облаков.

## Классификация и характеристики
В зависимости от термодинамического состояния полярного стратосферного воздуха образуются частицы ПСО в разном агрегатном состоянии и разного композиционного состава. По этим характеристикам ПСО классифицируют на два типа — I и II. Первый из них дополнительно подразделяют на два подтипа (a и b). Частицы I типа ПСО образуются при температуре стратосферного воздуха ниже 195 К (< −78 °С). Тип Ia состоит в основном из твердых частиц тригидрата азотной кислоты (NAT (HNO3−3H2O)), образующихся при медленном понижении температуры (< 5K / день). Тип 1b представляет собой переохлаждённые капли тернарного раствора (H2O/H2SO4/HNO3), возникающие при резком понижении стратосферной температуры до значений TSTS < TNAT (STS — supercooled ternary solution). Переохлаждённые капли могут сохраняться до 190 К (-83°С). При этом с уменьшением окружающей температуры преобладающая сначала квазибинарная смесь H2O/H2SO4 постепенно уступает в пользу квазибинарной смеси H2O/HNO3. Частицы ПСО II типа образуются при температурах ~188 К (-85 °С) и представляют собой кристаллики льда. Частицы I типа имеют размер ~1 мкм, а кристаллы II типа могут превышать 10 мкм. Кроме того, различают ещё тип ПСО Id — твердые частицы, которые представляют собой смесь типов Ia и Ib.
| Тип ПСО | Состав          | Температура, К               | Скорость охлаждения | Агрегатное состояние | Размер частиц  |
| ------- | --------------- | ---------------------------- | ------------------- | -------------------- | -------------- |
| Ia      | NAT (HNO3−3H2O) | ~195                         | медленнее 5 К/день  | Кристаллы            | ~ 1 мкм        |
| Ib      | NAT (HNO3−3H2O) | ~195                         | быстрее 5 К/день    | Жидкие капли         | < 0.5 мкм      |
| II      | H2O             | Ниже точки замерзания (~187) | -                   | Кристаллы льда       | 10 мкм и более |